# Brainpool

Logo.

Brainpool TV GmbH est une société de production pour la télévision allemande localisée à Cologne en Allemagne. Elle était une filiale de VIVA Medien AG entre 2001 et 2006 jusqu'à un management buy-out ait lieu en janvier 2007.

## Productions
- Die Harald Schmidt Show (jusqu'en juillet 1998, à partir de ce moment Bonito)
- Die Wochenshow
- TV Total
- Ladykracher
- Elton.tv
- Rent a Pocher
- RTL Promiboxen
- Der Bachelor
- Anke Late Night
- Stromberg
- Concours Eurovision de la chanson 2011
- Concours Eurovision de la chanson 2012

## Source de la traduction
- (en) Cet article est partiellement ou en totalité issu de l’article de Wikipédia en anglais intitulé « Brainpool TV » (voir la liste des auteurs).